# Danh sách di sản văn hóa Tây Ban Nha được quan tâm ở hạt Pallars Sobirà (tỉnh Lérida)
Danh sách di sản văn hóa Tây Ban Nha được quan tâm ở hạt Pallars Sobirà (tỉnh Lérida).

## Di tích theo thành phố

### A

#### Alins(Alins)
| Tên                             | Dạng            | Địa điểm   | Tọa độ                                        | Số hồ sơ tham khảo? | Ngày nhận danh hiệu? | Hình ảnh                             |
| ------------------------------- | --------------- | ---------- | --------------------------------------------- | ------------------- | -------------------- | ------------------------------------ |
| Lâu đài Castellarnau (Cal Coix) | Di tích Lâu đài | Alíns      | 42°32′54″B 1°19′05″Đ / 42,548384°B 1,318133°Đ | RI-51-0006225       | 08-11-1988           | Upload image                         |
| Pháo đài Areo                   | Di tích Lâu đài | Alíns Areo | 42°35′30″B 1°19′27″Đ / 42,591663°B 1,324225°Đ | RI-51-0006226       | 08-11-1988           | Upload image                         |
| Pháo đài Tor                    | Di tích Lâu đài | Alíns Tor  | 42°34′18″B 1°23′53″Đ / 42,571678°B 1,39793°Đ  | RI-51-0006227       | 08-11-1988           | Upload image                         |
| Palomar Brujas                  | Di tích Tháp    | Alíns      | 42°32′59″B 1°19′10″Đ / 42,549771°B 1,319437°Đ | RI-51-0006228       | 08-11-1988           | Palomar de las Brujas · Upload image |

#### Alt Àneu(Alt Àneu)
| Tên                                 | Dạng            | Địa điểm                   | Tọa độ                                        | Số hồ sơ tham khảo? | Ngày nhận danh hiệu? | Hình ảnh                                            |
| ----------------------------------- | --------------- | -------------------------- | --------------------------------------------- | ------------------- | -------------------- | --------------------------------------------------- |
| Lâu đài Valencia Areo               | Di tích Lâu đài | Alto Aneu Valencia de Aneu | 42°37′57″B 1°06′59″Đ / 42,632437°B 1,116322°Đ | RI-51-0006233       | 08-11-1988           | Castillo de Valencia de Aneu · Upload image         |
| Nhà thờ San Justo và San Pastor Son | Di tích Nhà thờ | Alto Aneu Son del Pi       | 42°37′15″B 1°05′48″Đ / 42,620903°B 1,096719°Đ | RI-51-0010157       | 21-10-1998           | Iglesia de los Santos Justo y Pastor · Upload image |
| Nhà thờ Sant Andreu Valencia d'Àneu | Di tích Nhà thờ | Alto Aneu Valencia de Aneu | 42°38′04″B 1°06′39″Đ / 42,634438°B 1,110728°Đ | RI-51-0010156       | 22-09-1998           | Iglesia de San Andrés · Upload image                |
| Nhà thờ San Juan Isil               | Di tích Nhà thờ | Alto Aneu Isil             | 42°40′33″B 1°05′05″Đ / 42,675959°B 1,084677°Đ | RI-51-0001232       | 30-03-1951           | Iglesia de San Juan de Isil · Upload image          |
| Nhà thờ San Lorenzo Isavarre        | Di tích Nhà thờ | Alto Aneu Isavarre         | 42°39′03″B 1°06′03″Đ / 42,650957°B 1,100811°Đ | RI-51-0010158       | 21-10-1998           | Iglesia de San Lorenzo de Isavarre · Upload image   |
| Tháp Son Pi                         | Di tích Tháp    | Alto Aneu Son del Pi       | 42°37′15″B 1°05′48″Đ / 42,620759°B 1,096699°Đ | RI-51-0006234       | 08-11-1988           | Torre de Son del Pi · Upload image                  |

### B

#### Baix Pallars
| Tên                              | Dạng                  | Địa điểm                     | Tọa độ                                        | Số hồ sơ tham khảo? | Ngày nhận danh hiệu? | Hình ảnh                                                   |
| -------------------------------- | --------------------- | ---------------------------- | --------------------------------------------- | ------------------- | -------------------- | ---------------------------------------------------------- |
| Alfolí Sal và Salinas            | Di tích               | Baix Pallars Gerri de la Sal | 42°19′25″B 1°03′50″Đ / 42,323478°B 1,064027°Đ | RI-51-0009119       | 06-02-1996           | Upload image                                               |
| Lâu đài Peramea                  | Di tích Lâu đài       | Baix Pallars Peramea         | 42°19′48″B 1°02′53″Đ / 42,330055°B 1,047939°Đ | RI-51-0006259       | 08-11-1988           | Upload image                                               |
| Gerri Sal và Nhà thờ Santa María | Địa điểm lịch sử      | Baix Pallars Gerri de la Sal | 42°19′25″B 1°03′55″Đ / 42,323685°B 1,065205°Đ | RI-54-0000031       | 09-07-1970           | Gerri de la Sal y la Iglesia de Santa María · Upload image |
| Tu viện Santa María Gerri        | Di tích Nhà thờ       | Baix Pallars Gerri de la Sal | 42°19′20″B 1°04′00″Đ / 42,32215°B 1,066684°Đ  | RI-51-0009083       | 11-10-1995           | Iglesia de Santa María de Gerri · Upload image             |
| Tháp Guaita                      | Di tích Tháp          | Baix Pallars Gerri de la Sal | 42°19′33″B 1°03′58″Đ / 42,325822°B 1,066173°Đ | RI-51-0006261       | 08-11-1988           | Upload image                                               |
| Tháp Preso Gerri                 | Di tích Tháp          | Baix Pallars Gerri de la Sal | 42°19′27″B 1°03′52″Đ / 42,324237°B 1,064442°Đ | RI-51-0006260       | 08-11-1988           | Upload image                                               |
| Villa Gerri Sal                  | Lịch sử và nghệ thuật | Baix Pallars Gerri de la Sal | 42°19′25″B 1°03′55″Đ / 42,323685°B 1,065205°Đ | RI-53-0000483       | 10-11-1995           | Villa de Gerri de la Sal · Upload image                    |
| Villa Peramea                    | Khu phức hợp lịch sử  | Baix Pallars Peramea         | 42°19′45″B 1°02′53″Đ / 42,32924°B 1,048105°Đ  | RI-53-0000488       | 06-02-1996           | Villa de Peramea · Upload image                            |

### E

#### Espot
| Tên           | Dạng            | Địa điểm | Tọa độ                                        | Số hồ sơ tham khảo? | Ngày nhận danh hiệu? | Hình ảnh     |
| ------------- | --------------- | -------- | --------------------------------------------- | ------------------- | -------------------- | ------------ |
| Lâu đài Llort | Di tích Lâu đài | Espot    | 42°34′21″B 1°08′11″Đ / 42,572405°B 1,136443°Đ | RI-51-0006321       | 08-11-1988           | Upload image |
| Torrassa      | Di tích         | Espot    |                                               | RI-51-0006320       | 08-11-1988           | Upload image |
| Tháp Moros    | Di tích Tháp    | Espot    | 42°34′29″B 1°05′08″Đ / 42,574804°B 1,085685°Đ | RI-51-0006319       | 08-11-1988           | Upload image |

### L

#### La Guingueta d'Àneu(La Guingueta d'Àneu)
| Tên                           | Dạng                               | Địa điểm               | Tọa độ                                        | Số hồ sơ tham khảo? | Ngày nhận danh hiệu? | Hình ảnh                                      |
| ----------------------------- | ---------------------------------- | ---------------------- | --------------------------------------------- | ------------------- | -------------------- | --------------------------------------------- |
| Tu viện Sant Pere Burgal      | Di tích Kiến trúc tôn giáo Nhà thờ | La Guingueta Escaló    | 42°32′46″B 1°10′02″Đ / 42,545989°B 1,167226°Đ | RI-51-0001230       | 16-03-1951           | Iglesia de San Pedro de Burgal · Upload image |
| Tu viện Santa María Aneu      | Di tích Kiến trúc tôn giáo Nhà thờ | La Guingueta Escalarre | 42°36′55″B 1°07′45″Đ / 42,615381°B 1,129204°Đ | RI-51-0001429       | 15-03-1962           | Iglesia de Santa María de Aneu · Upload image |
| Puertas và tường thành Escaló | Di tích Tường thành                | La Guingueta Escaló    | 42°32′53″B 1°09′22″Đ / 42,548159°B 1,156004°Đ | RI-51-0006346       | 08-11-1988           | Upload image                                  |
| Tháp Escaló                   | Di tích Tháp                       | La Guingueta Escaló    | 42°32′55″B 1°09′17″Đ / 42,548492°B 1,154616°Đ | RI-51-0006347       | 08-11-1988           | Torre de Escaló · Upload image                |

#### Lladorre
| Tên              | Dạng                                    | Địa điểm | Tọa độ                                        | Số hồ sơ tham khảo? | Ngày nhận danh hiệu? | Hình ảnh                            |
| ---------------- | --------------------------------------- | -------- | --------------------------------------------- | ------------------- | -------------------- | ----------------------------------- |
| Lâu đài Lladorre | Di tích Lâu đài Tình trạng: Đang đổ nát | Lladorre | 42°37′12″B 1°14′50″Đ / 42,620016°B 1,247287°Đ | RI-51-0006368       | 08-11-1988           | Castillo de Lladorre · Upload image |

### R

#### Rialp
| Tên           | Dạng            | Địa điểm | Tọa độ                                        | Số hồ sơ tham khảo? | Ngày nhận danh hiệu? | Hình ảnh     |
| ------------- | --------------- | -------- | --------------------------------------------- | ------------------- | -------------------- | ------------ |
| Lâu đài Rialp | Di tích Lâu đài | Rialp    | 42°26′41″B 1°08′02″Đ / 42,444765°B 1,134005°Đ | RI-51-0006453       | 08-11-1988           | Upload image |
| Tháp Virós    | Di tích Tháp    | Rialp    | 42°26′38″B 1°08′05″Đ / 42,44378°B 1,134714°Đ  | RI-51-0006454       | 08-11-1988           | Upload image |

### S

#### Soriguera
| Tên                 | Dạng                | Địa điểm          | Tọa độ                                        | Số hồ sơ tham khảo? | Ngày nhận danh hiệu? | Hình ảnh     |
| ------------------- | ------------------- | ----------------- | --------------------------------------------- | ------------------- | -------------------- | ------------ |
| Tường thành Vilamur | Di tích Tường thành | Soriguera Vilamur | 42°22′47″B 1°09′42″Đ / 42,379739°B 1,161553°Đ | RI-51-0006488       | 08-11-1988           | Upload image |

#### Sort
| Tên          | Dạng            | Địa điểm | Tọa độ                                       | Số hồ sơ tham khảo? | Ngày nhận danh hiệu? | Hình ảnh                        |
| ------------ | --------------- | -------- | -------------------------------------------- | ------------------- | -------------------- | ------------------------------- |
| Lâu đài Sort | Di tích Lâu đài | Sort     | 42°24′45″B 1°07′48″Đ / 42,41237°B 1,129928°Đ | RI-51-0006489       | 08-11-1988           | Castillo de Sort · Upload image |

### T

#### Tírvia(Tírvia)
| Tên            | Dạng            | Địa điểm | Tọa độ | Số hồ sơ tham khảo? | Ngày nhận danh hiệu? | Hình ảnh     |
| -------------- | --------------- | -------- | ------ | ------------------- | -------------------- | ------------ |
| Lâu đài Tirvia | Di tích Lâu đài | Tirvia   |        | RI-51-0006504       | 08-11-1988           | Upload image |